# Роксан Досон
Роксан Досон (енгл. Roxann Dawson; рођена Кабалеро (енгл. Caballero); Лос Анђелес, Калифорнија, САД, 11. септембар 1958) је америчка глумица, најпознатија по улози Б'Елане Торес (енгл. B'Elanna Torres) у ТВ серији „Звездане стазе: Војаџер“.